# Ceylon (llenguatge de programació)
Ceylon és un llenguatge de programació desenvolupat per Red Hat i publicat el 2011. Molt influït per Java i pretén ser un substitut que solucione els problemes de cara a la interfície com la verbositat.